# Lèxic català

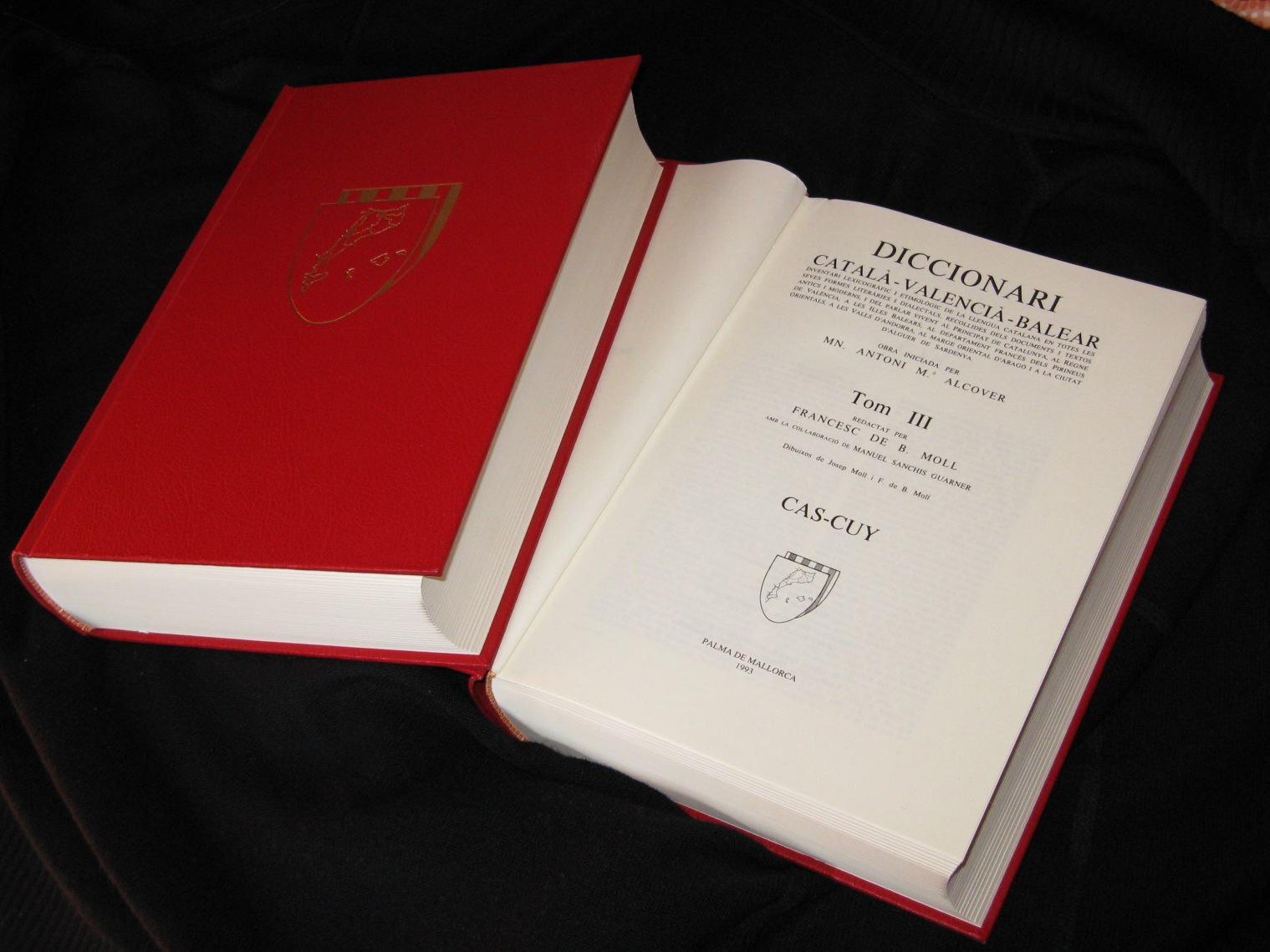
Imatge del diccionari català-valencià-balear.

El català és una llengua romànica, és a dir, prové del llatí vulgar tant pel que fa a la sintaxi com a la fonètica o al lèxic.
Pel que fa al lèxic, no totes les paraules han seguit un camí similar en llur formació; fixeu-vos en aquestes paraules:

## Mots populars/Hereditaris/Patrimonials
Són producte de l'evolució fonètica de les paraules llatines. Causes de l'aparició d'aquestes paraules:
- El contacte del llatí amb les llengües dels territoris ocupats(iber,celta…)
- La procedència geogràfica i social dels colonitzadors romans.

Temàtica: parts del cos, objectes de la llar, parentius, fenòmens naturals, agricultura...
Exemples:
| Llatí    | Català  |
| -------- | ------- |
| Rotundu  | Rodó    |
| Apicula  | Abella  |
| Laborare | Llaurar |
| Tronus   | Tro     |

## Cultismes
Són paraules que han estat preses tardanament d'una llengua clàssica (llatí o grec) i que, per tant, no han sofert l'evolució fonètica pròpia dels mots populars o hereditaris, sinó tan sols una mínima adaptació a la pronúncia catalana.
Temàtica:llenguatge jurídic, eclesiàstic, administratiu, científic...
Exemples:
| Capitulu | Capítol |
| Regnu    | Regne   |

## Doblets
La formació de cultismes ha afavorit que ens trobem amb parelles de mots que provenen d'una mateixa paraula llatina: l'un s'ha format per via culta i l'altre per evolució popular.
| Llatí    | Cultisme/Semi-Cultisme | Paraula patrimonial |
| -------- | ---------------------- | ------------------- |
| Catedra  | Càtedra                | Cadira              |
| Miraculu | Miracle                | Mirall              |

Tot i això, el català ha rebut altres influències al llarg de la seva història amb l'aportació d'altres llengües amb les quals ha estat en contacte:els manlleus i els neologismes.

## Manlleus
El català des dels seus orígens ha pres mots d'altres llengües i els ha adaptats a la fonètica catalana. Aquests mots que passen d'una llengua a una altra i s'hi integren s'anomenen manlleus o préstecs lingüístics.
Exemples de manlleus ordenats aproximadament segons l'època d'entrada en el català:
- Germanisme: manlleus de llengües de pobles germànics, sobretot visigòtics i francs. Llengua: alemany. Ex. alberg, blau, guerra...
- Arabisme: manlleus de la llengua parlada pels musulmans que van dominar la península. Llengua: àrab. Ex. catifa, alcohol,sucre...
- Occitanisme: manlleus de la llengua veïna: l'occità. Ex. bressol, flauta...
- Castellanisme: manlleus de la llengua veïna de la península. Llengua:castellà. Ex. amo, guapo, maco...
- Americanisme: manlleus de les llengües ameríndies. Ex. huracà, lloro...
- Gal·licisme: manlleus de la llengua de prestigi social i cultural i de contacte: el francès. Ex. biberó, fulard, menú, parterre...
- Italianisme: manlleus de la llengua influent en el Renaixement: l'italià. Ex. sonata, sonet, confeti...
- Anglicisme: manlleus de la llengua d'influència mundial: l'anglès. Ex. pàrquing, mòdem...

## Neologismes
En l'actualitat, l'evolució constant de la tècnica, la ciència, els esports, el món del treball i de l'oci ens obliga a incorporar contínuament nous termes. Aquests són els neologismes, mots creats per a designar objectes, accions o conceptes de nova aparició : correu electrònic, disquet, escàner...

### Mètodes de creació de neologismes
- Adaptació d'un manlleu:
- Electronic mail (anglès) -------- correu electrònic (català)
- Derivació: anti+congelant: anticongelant
- Composició: alta+veu: altaveu

## Atenció amb els estrangerismes
Cal anar amb compte amb l'ús de manlleus perquè hi ha mots que estan usats incorrectament perquè ja existeix en català una paraula equivalent i acceptada. Aquestes paraules emprades incorrectament s'anomenen estrangerismes.
| Estrangerisme | Mot català        |
| ------------- | ----------------- |
| E-mail        | Correu electrònic |
| Hit parade    | Llista d'èxits    |
| Hall          | Vestíbul          |